# Templo Votivo de Maipú
El Templo Votivo de Maipú, Santuario Nacional de Maipú o Basílica de Nuestra Señora del Carmen es un templo católico ubicado en la comuna chilena de Maipú. Su construcción fue ordenada por el Capitán General y Director Supremo Bernardo O'Higgins en 1818 para agradecer a la Virgen del Carmen debido a la victoria del Ejército de Chile junto al Ejército de los Andes en la Batalla de Maipú, donde se aseguró la Independencia de Chile. Asimismo, es la iglesia más alta del país y una de las 250 más altas del mundo.

## Historia
Se le llamó Votivo debido a los votos que realizó Bernardo O'Higgins para la Virgen. Tras decretarse su construcción el 7 de mayo de 1818, el 15 de noviembre del mismo año se colocó y bendijo la primera piedra de la Capilla de la Victoria o Iglesia Votiva de Maipú. El Canónigo Domingo Errázuriz Madariaga fue el Primer Superintendente de esta construcción hasta su fallecimiento en 1819.  En abril de 1892, después de sesenta y cuatro años de intermitente construcción por falta de recursos, se inauguró solemnemente la antigua Iglesia. Pero en 1906, un violento terremoto y posteriormente un temblor hicieron necesaria la reconstrucción del templo. El 8 de diciembre de 1942, el congreso mariano que se celebró en Santiago, tomó como único acuerdo de esta reunión construir un grandioso santuario en Maipú, en los terrenos de la antigua Capilla de la Victoria para honrar a la Virgen del Carmen.
Es así como el 16 de julio de 1948 el Arzobispo de Santiago, y después Cardenal, Monseñor José María Caro mandó iniciar la construcción  del nuevo santuario. El diseño ganador del concurso fue el del arquitecto chileno de origen español Juan Martínez Gutiérrez. Durante los largos años de la construcción del actual templo, grupos católicos como Iglesia Joven o Clandestina, se opusieron debido a que lo calificaron como un lujo, proponiendo entregar el dinero invertido en él a la gente más pobre, tanto de la Arquidiócesis como del resto del país. Este grupo fue liderado por Leonardo Jeffs y daba entrevistas anónimas a diferentes medios de comunicación.
La obra demoró debido a la falta de recursos pero finalmente el 24 de octubre de 1974, y gracias a la Fundación Voto Nacional O'Higgins (de la cual depende el Santuario en la actualidad), se inauguró solemnemente el Templo Votivo de Maipú en la calle Carmen, justo donde interseca con la avenida 5 de Abril, a un costado de la avenida Camino a Rinconada. 

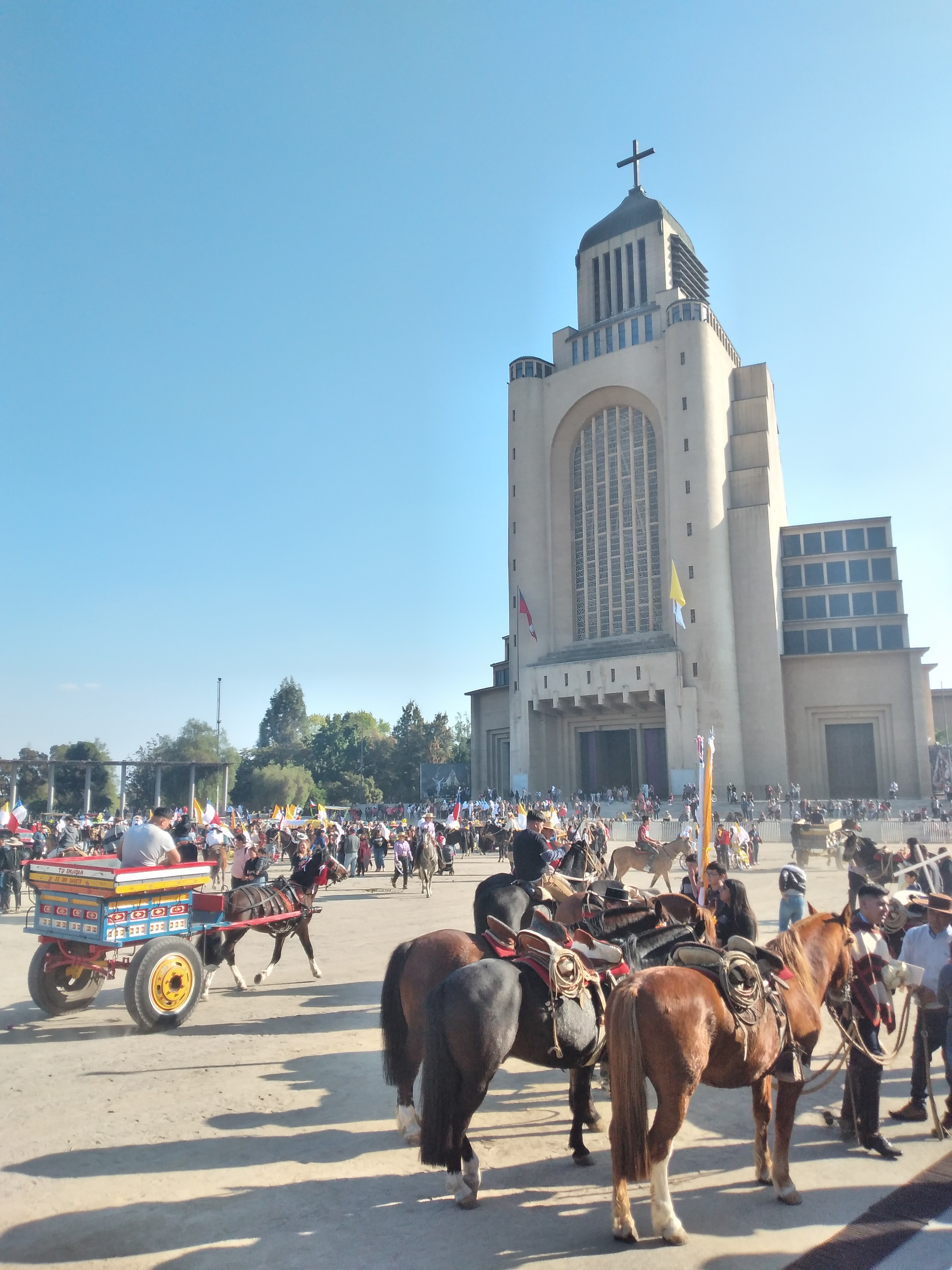
Cuasimodistas llegando a la explanada del Templo Votivo.

En un comienzo el proyecto, principalmente por parte del Gobierno, fue transformar este lugar en un gran mausoleo donde descansaran los restos de los Héroes de la Patria y los chilenos más connotados, a semejanza del Panteón de París; pero la Iglesia, propietaria de los terrenos por donación expresa de su propietaria hasta la década de 1940, se opuso a esta iniciativa y prefirió transformarla en un Santuario, dedicado exclusivamente al culto católico y a la atención espiritual de peregrinos. El Arzobispo de Santiago confió su atención a los Padres de Schoenstatt, siendo su primer rector el R.P. Joaquín Alliende.
El 23 de noviembre de 1974, los Obispos de Chile, presididos por el Cardenal Arzobispo de Santiago Monseñor Raúl Silva Henríquez consagraron el Templo. Es así como el Santuario comenzó a funcionar para que los feligreses rindieran culto a la imagen de la Virgen del Carmen.
El 26 de octubre de 1984, el templo fue declarado monumento histórico por el Decreto Supremo n.º 645. El 27 de enero de 1987, el templo fue declarado Basílica.

### Accidente pirotécnico de 2001
A mediados de los años 1990 se instauró en Maipú la tradición de celebrar el Año Nuevo con un espectáculo pirotécnico en la explanada del Templo Votivo para que el público pudiese apreciarlo desde las calles cercanas al recinto.
A eso de las 00:30 del 1 de enero de 2001, cuando unas cinco mil personas contemplaban el show de fuegos artificiales, uno de los proyectiles se desvió y golpeó un farol de la Plaza de los Industriales, ubicada a metros del Templo, explosionando y esparciendo esquirlas a la multitud que ahí se encontraba. Las víctimas fatales que generó este accidente fueron Elizabeth Suazo Ponce, Vania Manque Suazo —sobrina de Elizabeth— y Ángel Garrido Olivares. El número de heridos llegó a sesenta, siendo tres de ellos de gravedad.
Al día siguiente, el entonces alcalde de Maipú, Roberto Sepúlveda, presentó una querella por cuasidelito de homicidio en contra de quienes resultaran responsables del accidente. El representante legal y un técnico de la empresa encargada del espectáculo, Pirotecnia Chile Ltda., quedaron detenidos para ser puestos a disposición del tribunal. Posteriormente se informó que las entidades que autorizaron el show fueron la Guarnición Militar de Santiago y el Servicio de Salud Metropolitano del Ambiente.
El argumento que presentó la Municipalidad de Maipú para descartar su responsabilidad en el accidente fue una investigación del GOPE de Carabineros y la sección de balística de la Policía de Investigaciones, la cual determinó que todo se produjo por la instalación invertida de uno de los artefactos pirotécnicos por parte la empresa a cargo del show. Según un informe judicial divulgado por Roberto Sepúlveda en enero de 2002, esta negligencia fue intencional. Sin embargo, en el año 2003 el 21.er Juzgado Civil de Santiago desestimó esta versión y ordenó a la Municipalidad indemnizar a las familias de las víctimas fatales y a quienes resultaron heridos con la suma de $185 000 000. Finalmente, en el año 2005, después de que la administración municipal pasara de Roberto Sepúlveda a Alberto Undurraga, el concejo acordó pagar $437 500 000 a las familias de los fallecidos y a los heridos a modo de indemnización.
Después de este accidente, nunca más se realizó un espectáculo de fuegos artificiales en Maipú. Si bien la entonces alcaldesa, Cathy Barriga, anunció en diciembre de 2016 un show pirotécnico para recibir el año 2018 en el Templo Votivo, la idea no se concretó por razones técnicas y de seguridad. No obstante, el 21 de diciembre de 2024 se realizará en las dependencias del Templo un espectáculo de drones y luces para anticipar la Navidad.

## La imagen

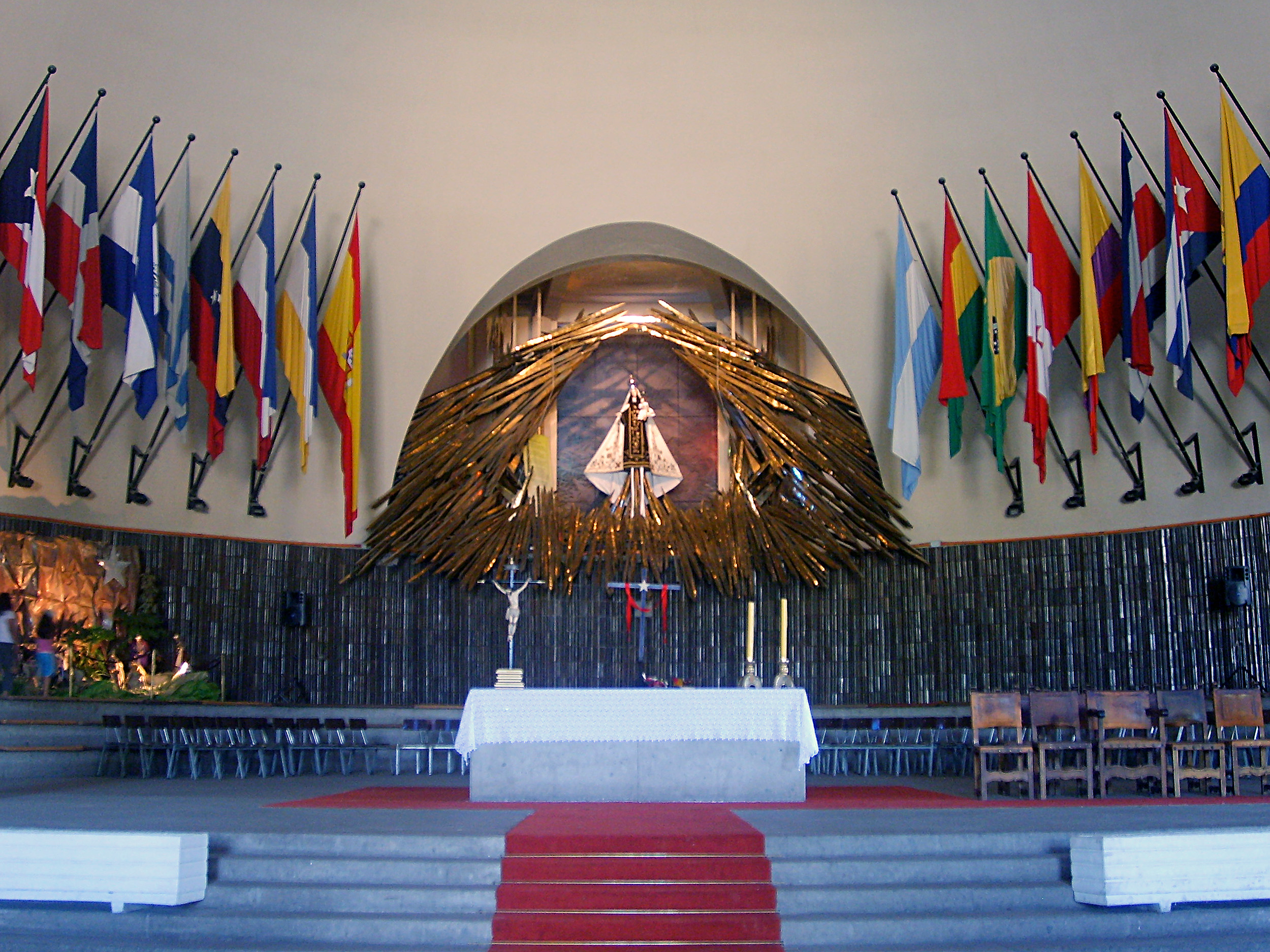
La imagen de la Virgen del Carmen en el Altar Mayor del Templo.

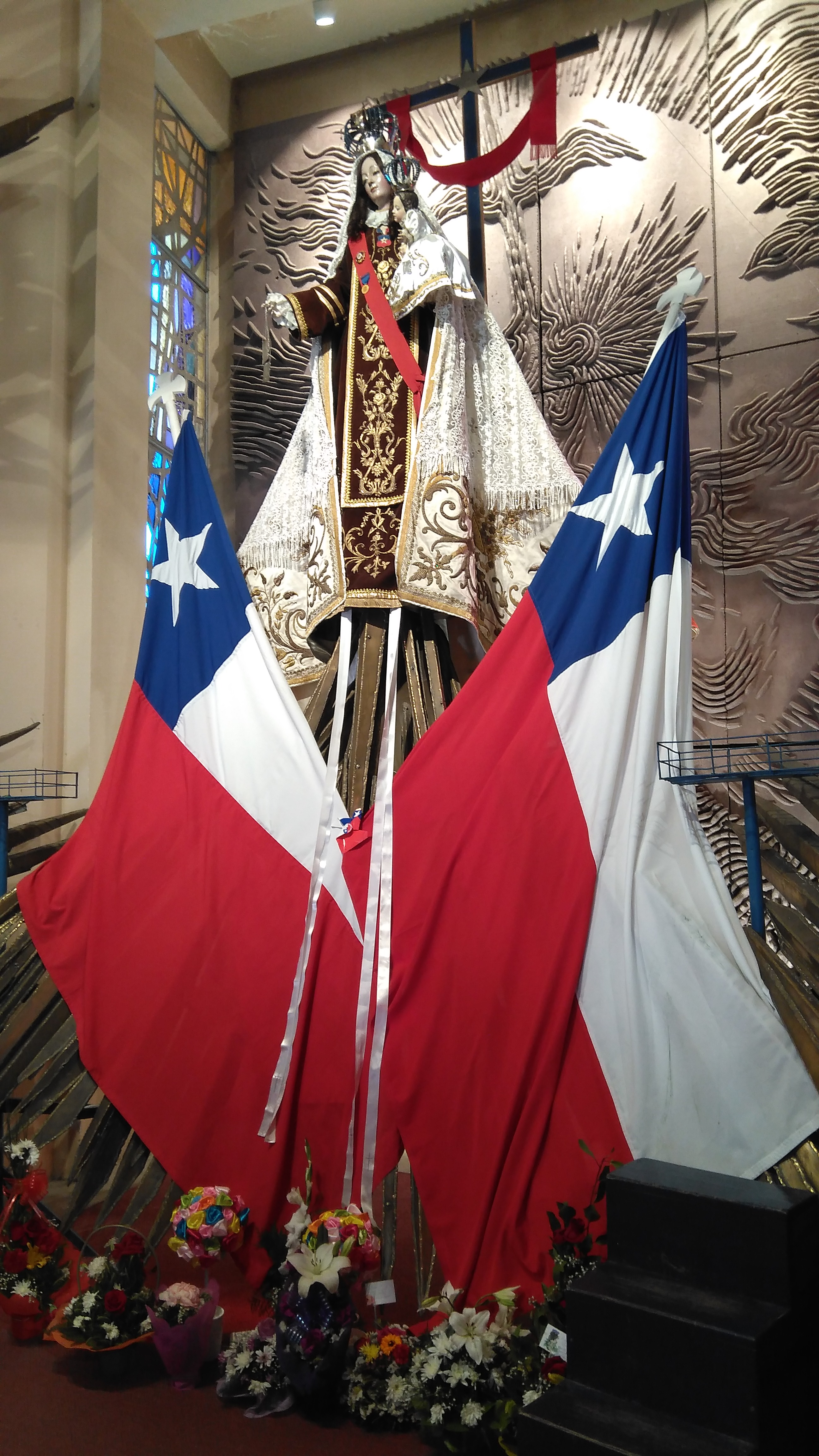
Imagen de la Virgen del Carmen entre banderas chilenas.

La imagen de Nuestra Señora del Carmen, venerada en el Templo, es una talla de candelero, confeccionada en madera, de escuela quiteña, colonial, traída a Chile en 1785 por Martín de Lecuna para su oratorio. La imagen era prestada a la iglesia de San Agustín para que se rezara la novena y se realizara una procesión por las calles de Santiago; donde, según la tradición, alguna vez participaron Bernardo O'Higgins, Manuel Rodríguez y los hermanos Carrera.
La imagen fue donada al Cardenal Arzobispo de Santiago, Mons. José María Caro por doña Rosalía Mujica de Gutiérrez, descendiente de don Martín de Lecuna, en agosto de 1945. Permaneció temporalmente en la Catedral de Santiago y desde 1948 se realizó una peregrinación de la imagen por todo Chile, siendo conocida como la "Virgen Peregrina". Finalizó esta peregrinación en Maipú, donde fue entronizada solemnemente en el Templo, aún en construcción, en 1948. 
El 3 de abril de 1987 la imagen fue coronada como Reina y Patrona de Chile por el Papa Juan Pablo II, en su visita apostólica a Chile, ratificando el decreto del Papa Pío XI de 1923 que le había concedido tal distinción. En una solemne ceremonia realizada el 19 de diciembre de 1926, celebrada por el entonces Nuncio Apostólico Monseñor Benedicto Aloisi Masella, fue coronada la imagen de la Virgen traída desde Francia y entonces venerada en la Basílica del Salvador. En esta misma visita de 1987, el Papa otorgó al Templo, el título de Basílica. 
La imagen también recibió la coronación como "Patrona de Zona Oeste" de Santiago por el Cardenal Francisco Javier Errázuriz Ossa en 2007, y el 30 de noviembre de 2010, fue confirmada oficialmente como Patrona del Ejército de Chile por decreto institucional, recibiendo en ceremonia solemne el terciado escarlata y la condecoración Bicentenario "Gran Cruz" con el grado de Generala, de manos del Comandante en Jefe del Ejército, General Juan Miguel Fuente-Alba.

## Obras posteriores
El 3 de diciembre de 2002 se inauguró el proyecto de iluminación ornamental del Templo, realizado con el apoyo de Enersis, Endesa y Chilectra. En diciembre de 2008, el Templo Votivo de Maipú recibió —junto a otros diecisiete edificios— el Premio Obra Bicentenario, el cual valora el aporte de estos al desarrollo urbano en Chile durante la primera mitad del siglo XX.
El 20 de septiembre de 2011 se realizó una ceremonia religiosa que dio inicio a los trabajos de habilitación del mirador ubicado en la torre central del Templo, a 66 metros de altura. Este proyecto tuvo un costo de 560 millones de pesos, que fue financiado gracias a un préstamo que el Banco Interamericano de Desarrollo le otorgó a Chile para recuperar sitios patrimoniales. La superficie remodelada fue de 700 metros cuadrados, lo que le dio al mirador una capacidad para 300 personas. El lugar, además, sirve como galería para muestras permanentes e itinerantes. Conmemorando los 25 años de la visita de Juan Pablo II a Chile, el mirador fue inaugurado el 3 de abril de 2012 con la presencia de la Intendenta de Santiago, Cecilia Pérez, el Subsecretario de Desarrollo Regional y Administrativo, Miguel Flores Vargas, y el Arzobispo de Santiago, Monseñor Ricardo Ezzati.
En julio de 2012, la compañía Audio Systems estuvo a cargo de rediseñar el sistema de amplificación de sonido al interior del Templo para resolver el problema de reverberación que se producía durante las ceremonias. Para lograrlo, se creó un modelo tridimensional del edificio y se instalaron veinticuatro altavoces Bose, proceso que tardó tres meses.

## Mirador del Santuario
Justo bajo el campanario del templo —a 63 m de altura— se ubica un mirador. Este espacio fue inaugurado el 3 de abril de 2012, coincidiendo con el vigésimo quinto aniversario de la visita de Juan Pablo II a Chile. Con una superficie de 300 m², este lugar ofrece una vista panorámica de sector surponiente de Santiago. A él se puede acceder en ascensor o por una escalera de 323 peldaños. El mirador cuenta con equipos audiovisuales para exhibir contenido informativo a los visitantes, además, en su interior hay una rosa de los vientos que indica la ubicación de diversos santuarios marianos en el mundo.

## Eventos musicales
Además de brindar sus servicios eclesiásticos, el santuario es un punto de encuentro social y cultural. Una prueba de aquello son los espectáculos musicales, generalmente gratuitos, realizados en su explanada e instalaciones.
| Década    | Artistas |
| --------- | --- |
| Años 2000 | 21 cantantes, entre ellos José Alfredo Fuentes, Patricio Renán, Leandro Martínez, Carolina Soto e Inti Illimani. |
| Años 2010 | Fito Páez y Los Tres; Orquesta Vivaldi; Bandas militares de Chile, Argentina, Colombia y México; Sinergia, Los Hermanos Bustos y Garras de Amor; 40 cantores.                                                          |
| Años 2020 | Orquesta Interfacultades UC; Orquesta Sinfónica Nacional de Chile y Coro Sinfónico Universidad de Chile; Los Vásquez, Zúmbale Primo, Karen Paola, Pablito Pesadilla y Luis Jara; Coro Infantil y Adolescente de Maipú. |